# Röd aktion / Rött initiativ
Röd aktion / Rött initiativ (serbokroatiska: Црвена акција/Crvena akcija/Црвена иницијатива/Crvena inicijativa) är en serbisk-kroatisk kommunistisk organisation som bildades 2020 genom sammanslagningen av Röd aktion från Kroatien (bildad 2008) och Rött initiativ från Serbien (bildad 2002).

## Ideologier
Partiet beskriver sig själva som en ''självutnämnd antiimperialistisk organisation som starkt motsätter sig NATO'' och är kända för att attackera NATO-symboler med röd färg. Partiet betraktar också EU som ett ''instrument för västeuropeisk imperialism och exploatering av Östeuropa tillsammans med resten av världen.''

## Historia
Under Gazakriget (2008–2009) organiserade partiet en solidaritetsprotest med Palestina  tillsammans med en muslimsk församling i Zagreb, Kroatien. Organisationen stödjer hbtq-personers rättigheter och brukar delta i Zagrebs Pride-parad.
2020 slogs Röd aktion samman med den serbiska organisationen Röd initiativ och heter istället Röd aktion / Röd initiativ.

## Internationellt
Internationellt stöder partiet gerillarörelser som Colombias revolutionära väpnade styrkor, Folkfronten för Palestinas befrielse, Demokratiska fronten för Palestinas befrielse, Kurdistans arbetarparti och naxaliterna. De stödde också kravallerna i Grekland 2008 och har deltagit i solidaritetsprotester med serbiska anarkister som har anklagats för att ha attackerat Greklands ambassad i Belgrad, Serbien under en anti-NATO-protest 2011.